# Anselmo Sperelli
Anselmo Sperelli foi um prelado católico romano que serviu como bispo de San Leone (1526–1531).

## Biografia
Anselmo Sperelli foi ordenado sacerdote na Ordem dos Frades Menores. No dia 19 de janeiro de 1526, foi nomeado bispo de San Leone durante o papado de Clemente VII, sendo ordenado a 10 de junho em Roma, por Paride de Grassis, Bispo de Pesaro. Serviu como bispo até à sua renúncia em 1531.